# Will van Zeeland
Willebrordus Marie Alphonsus (Will) van Zeeland (Enschot, 15 oktober 1929 - Gilze, 27 augustus 2011) was van 1968 tot 1991 burgemeester van de voormalige gemeente Chaam.

## Biografie
Van Zeeland begon zijn 46-jarige bestuurlijke carrière bij de overheid in zijn geboorteplaats Berkel-Enschot. Later was hij onder meer werkzaam in Den Bosch en het Gelderse Hengelo waar hij sinds januari 1964 de gemeentesecretaris was.
Will van Zeeland was gedurende zijn hele periode als burgemeester van Chaam ook gemeentesecretaris van deze, tot 1997 zelfstandige, Brabantse gemeente. Het was zijn inzet om in deze kleine gemeente dicht bij de bevolking te staan. In de 23 jaar dat hij Chaam bestuurde, groeide de gemeente van een overwegend agrarische gemeente met 2800 inwoners naar een
woon- en recreatiegemeente met 3600 - deels uit de nabije stad Breda afkomstige - inwoners.
Als wielerliefhebber was hij van 1978 tot en met 1989 voorzitter van het wielercriterium de Acht van Chaam.
Van Zeeland overleed op 81-jarige leeftijd in Gilze na een ernstige ziekte. Hij was gehuwd en had drie kinderen.